# 서울관악우체국
서울관악우체국(서울冠岳郵遞局)은 서울 관악 지역의 우편, 금융서비스를 제공하는 서울지방우정청 소속 우체국이다. 서울특별시 관악구 남부순환로 1643에 있다.

## 기본 정보
- 주소: 서울특별시 관악구 남부순환로 1643
- 우편번호: 08755

## 연혁
- 1972년 12월 22일: 남서울우체국 개국
- 1992년 11월 23일: 서울관악우체국으로 국명 변경
- 2001년 12월 29일: 서울신림7동우편취급소 위탁계약 해지[1]
- 2005년 7월 25일: 서울관악우체국 신청사 개국
- 2009년 7월 1일: 서울봉천6동우체국을 서울행운동우체국으로, 서울봉천본동우체국을 서울은천동우체국으로 명칭 변경[2], 서울봉천8동우편취급국을 서울청룡동우편취급국으로, 서울봉천1동우편취급국을 서울보라매동우편취급국으로, 서울봉천11동우편취급국을 서울인헌동우편취급국으로, 서울신림10동우편취급국을 서울관악삼성동우편취급국으로, 서울신림4동우편취급국을 서울관악신사동우편취급국으로, 서울신림8동우편취급국을 서울조원동우편취급국으로 명칭 변경[3]
- 2014년 1월 1일: 우편구역을 다음과 같이 고시[4]

| 배달국         | 배달구역      | 구역번호      |
| -------------- | ------------- | ------------- |
| 서울관악우체국 | 관악구 전지역 | 08700 ~ 08866 |

- 2014년 3월 21일: 서울인헌동우편취급국의 우편환·대체업무 폐지[5]
- 2014년 6월 30일: 서울신림현대우편취급국 폐국[6]
- 2014년 9월 30일: 서울인헌동우편취급국 위탁계약 해지[7]
- 2014년 10월 1일: 서울인헌동우편취급국 재개국[7]
- 2016년 7월 1일: 서울인헌동우편취급국 폐국[8]
- 2017년 1월 2일: 우편구역을 다음과 같이 고시[9]

| 배달국         | 배달구역      | 구역번호      |
| -------------- | ------------- | ------------- |
| 서울관악우체국 | 관악구 전지역 | 08700 ~ 08866 |

## 관할 우체국
| 우체국명                 | 사진 | 주소                                                   | 비고                                                                    |
| ------------------------ | ---- | ------------------------------------------------------ | ----------------------------------------------------------------------- |
| 서울관악삼성동우편취급국 |      | 서울특별시 관악구 호암로 526(신림동)                   | 2009년 7월 1일 서울신림10동우편취급국에서 명칭 변경                     |
| 서울관악신사동우편취급국 |      | 서울특별시 관악구 조원로 118(신림동)                   | 2009년 7월 1일 서울신림4동우편취급국에서 명칭 변경                      |
| 서울난곡우체국           |      | 서울특별시 관악구 난곡로 275(신림동)                   |                                                                         |
| 서울남현동우편취급국     |      | 서울특별시 관악구 남부순환로272길 38(남현동)           |                                                                         |
| 서울대학교우체국         |      | 서울특별시 관악구 관악로 1 (신림동)                    |                                                                         |
| 서울보라매동우편취급국   |      | 서울특별시 관악구 보라매3길 29(봉천동, 해태보라매타워) | 2009년 7월 1일 서울봉천1동우편취급국에서 명칭 변경                      |
| 서울봉천동우체국         |      | 서울특별시 관악구 관악로 249-1(봉천동)                 |                                                                         |
| 서울봉천역전우편취급국   |      | 서울특별시 관악구 남부순환로 1722(봉천동)              |                                                                         |
| 서울신림7동우편취급소    |      | 서울특별시 관악구 신림7동 678-20                       | 2001년 12월 29일 폐국                                                   |
| 서울신림동부우편취급국   |      | 서울특별시 관악구 문성로31길 38(신림동)                |                                                                         |
| 서울신림동우체국         |      | 서울특별시 관악구 대학5길 38(신림동)                   |                                                                         |
| 서울신림현대우편취급국   |      | 서울특별시 관악구 신림로 159-1 (삼성동)                | 2014년 6월 30일 폐국                                                    |
| 서울은천동우체국         |      | 서울특별시 관악구 봉천로27길 58(봉천동)                | 2009년 7월 1일 서울봉천본동우체국에서 명칭 변경                         |
| 서울인헌동우편취급국     |      | 서울특별시 관악구 남부순환로244가길 2                  | 2009년 7월 1일 서울봉천11동우편취급국에서 명칭 변경 2016년 7월 1일 폐국 |
| 서울조원동우편취급국     |      | 서울특별시 관악구 조원중앙로2길 125(신림동)            | 2009년 7월 1일 서울신림8동우편취급국에서 명칭 변경                      |
| 서울청룡동우편취급국     |      | 서울특별시 관악구 쑥고개로 88(봉천동)                  | 2009년 7월 1일 서울봉천8동우편취급국에서 명칭 변경                      |
| 서울행운동우체국         |      | 서울특별시 관악구 남부순환로 1841(봉천동)              | 2009년 7월 1일 서울봉천6동우체국에서 명칭 변경                          |

## 조직
- 경영지도실
- 지원과
- 우편물류과
  - 집배실
  - 소포실
  - 물류실
- 영업과
  - 고객지원실

## 인접한 건물
- 에이치플러스 양지병원